# Стари Лаз
Стари Лаз је насељено место у саставу општине Равна Гора у Горском котару, Приморско-горанска жупанија, Република Хрватска.

## Историја
До територијалне реорганизације у Хрватској налазио се у саставу старе општине Делнице.

## Становништво
На попису становништва 2011. године, Стари Лаз је имао 201 становника.

## Попис1991.
На попису становништва 1991. године, насељено место Стари Лаз је имало 308 становника, следећег националног састава:
| Попис 1991.‍  | Попис 1991.‍  | Попис 1991.‍ | Попис 1991.‍ | Попис 1991.‍ |
| ------------ | ------------ | ----------- | ----------- | ----------- |
|              |              |             |             |             |
| Хрвати       | Хрвати       |             | 300         | 97,40%      |
| Срби         | Срби         |             | 3           | 0,97%       |
| неопредељени | неопредељени |             | 3           | 0,97%       |
| непознато    | непознато    |             | 2           | 0,64%       |
| укупно: 308  |              |             |             |             |